# 华盛顿·贝尔特兰·巴尔巴特

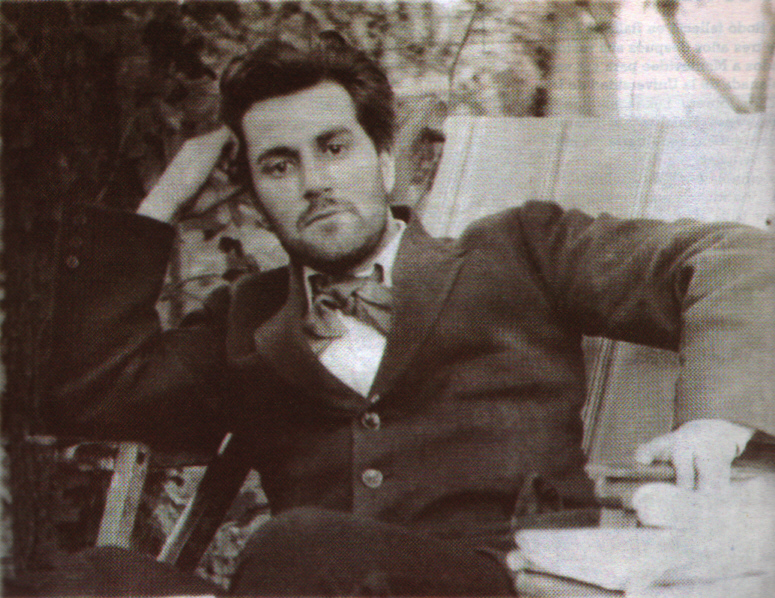
华盛顿·贝尔特兰·巴尔巴特

华盛顿·贝尔特兰·巴尔巴特（1885年2月7日 -1920年4月2日）是一位乌拉圭政治人物和记者。他出生于塔库雷姆博。后来他搬到蒙得维的亚并成为一名律师、多产的记者和作家。 1918年，他与其他记者共同创立了国家报。他的儿子华盛顿·贝尔特兰·穆林，后来成为了乌拉圭总统。

## 议员生涯
贝尔特兰当选为议员，并成为国家党的重要成员。 他以善于发表政治演说而闻名。

## 死亡
1920年，华盛顿·贝尔特兰·巴尔巴特在与乌拉圭前总统总统何塞·巴特列-奥多涅斯的一场手枪决斗中被打死。